# فريدريك راينس
فريدريك راينس (بالإنجليزية : Frederick Reines) هو عالم فيزياء أمريكي. حاز على جائزة نوبل للفيزياء عام 1995 بالمشاركة مع الفيزيائي مارتن بيرل لاكتشافه النيوترينو مع كلايد كوان ، وربما كان العالم الوحيد الذي اقترن اسمه باكتشاف أحد الجسيمات الأولية ومتابعة تعيين خواصه الأساسية".

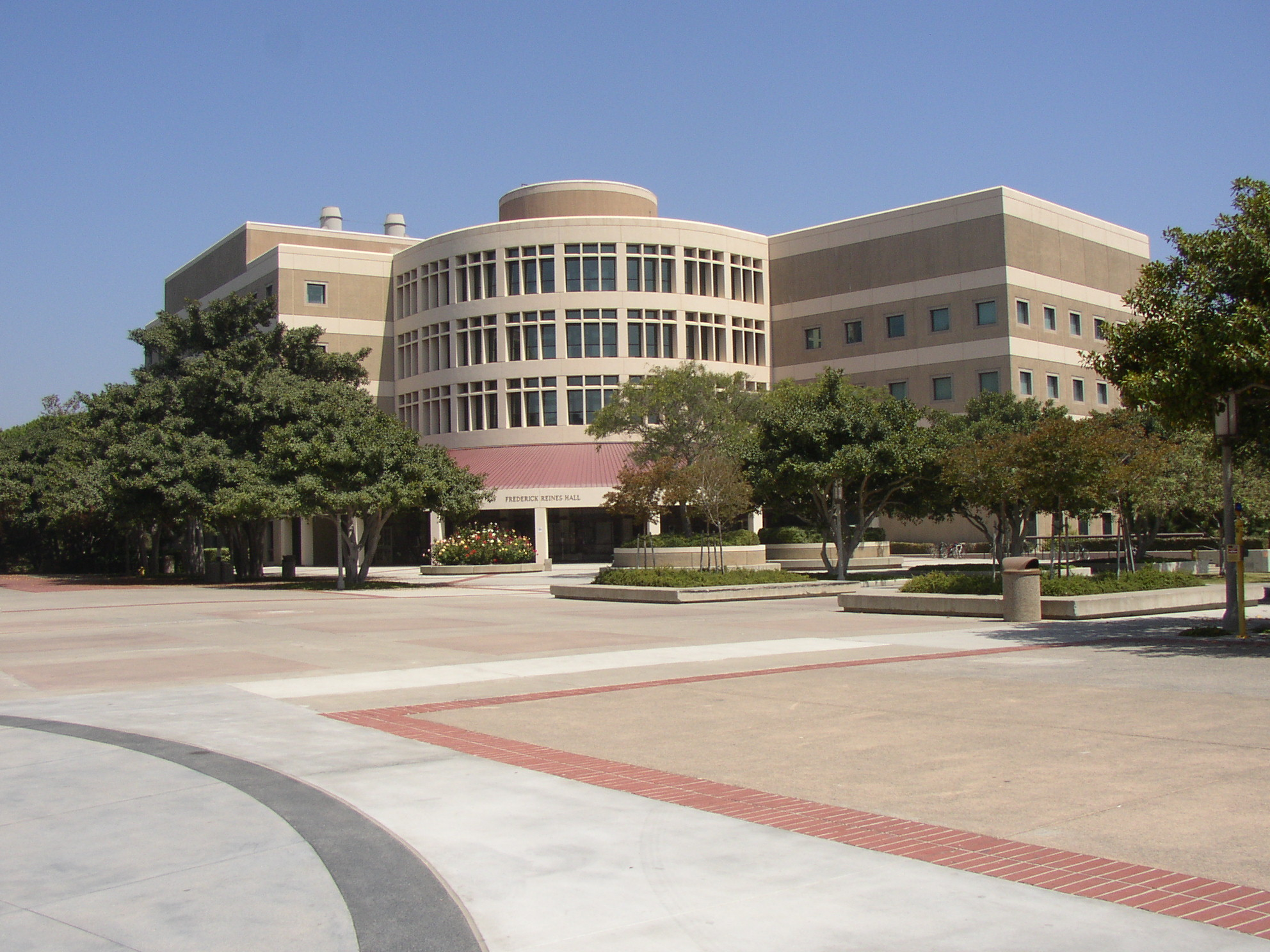
تضم قاعة فريدريك رينز بجامعة كاليفورنيا في إيرفين قسم الفيزياء والفلك وجزءًا من قسم الكيمياء.

ولد فريدريك راينس في 16 مارس 1918 وتوفي في 26 أغسطس عام 1998، ويقترن اسمه أيضا بتجربة النيوترينو.

## روابط خارجية
- فريدريك راينس على موقع الموسوعة البريطانية (الإنجليزية)
- فريدريك راينس على موقع مونزينجر (الألمانية)
- فريدريك راينس على موقع إن إن دي بي (الإنجليزية)